# St. Michael (Reichenkirchen)

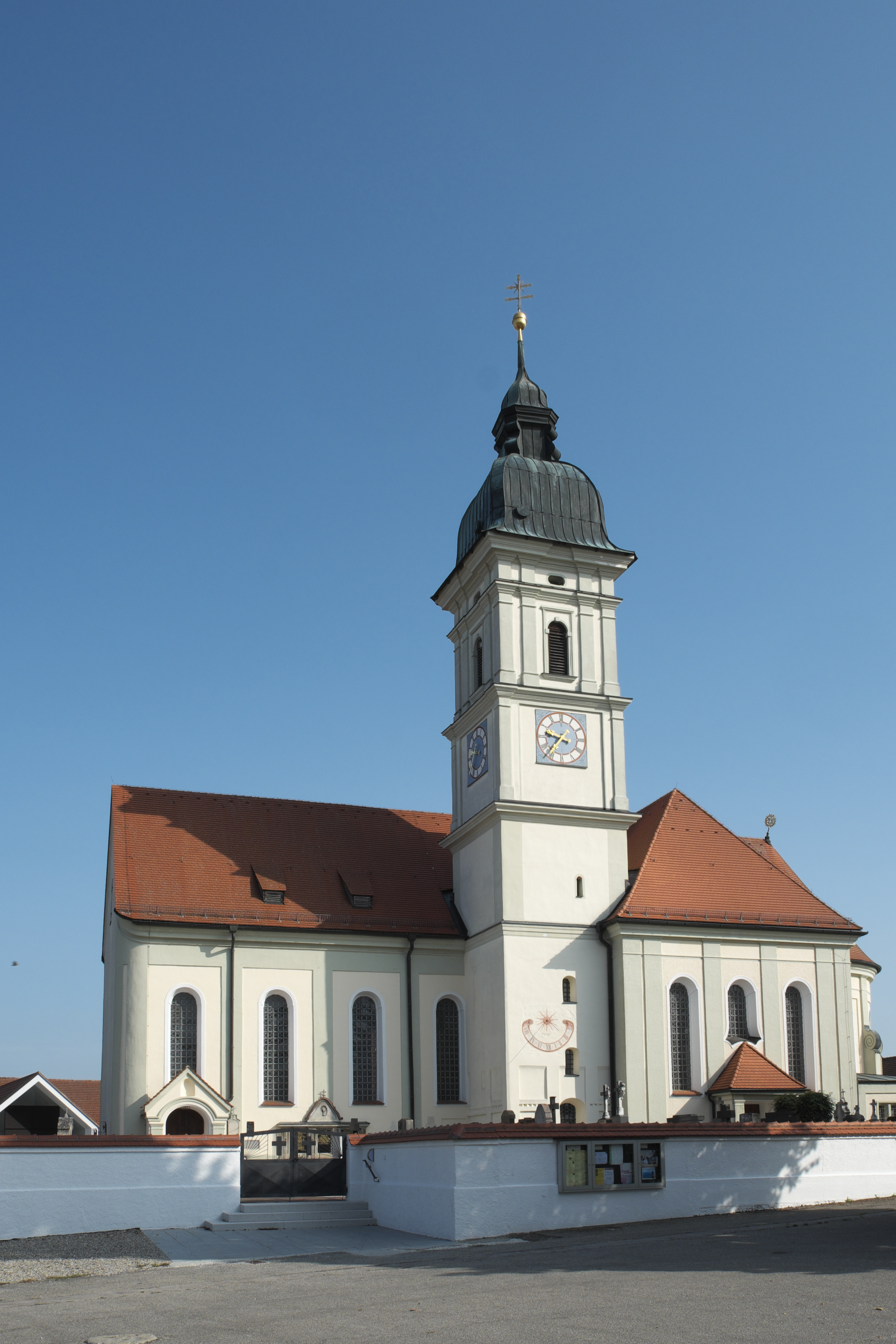
Pfarrkirche St. Michael

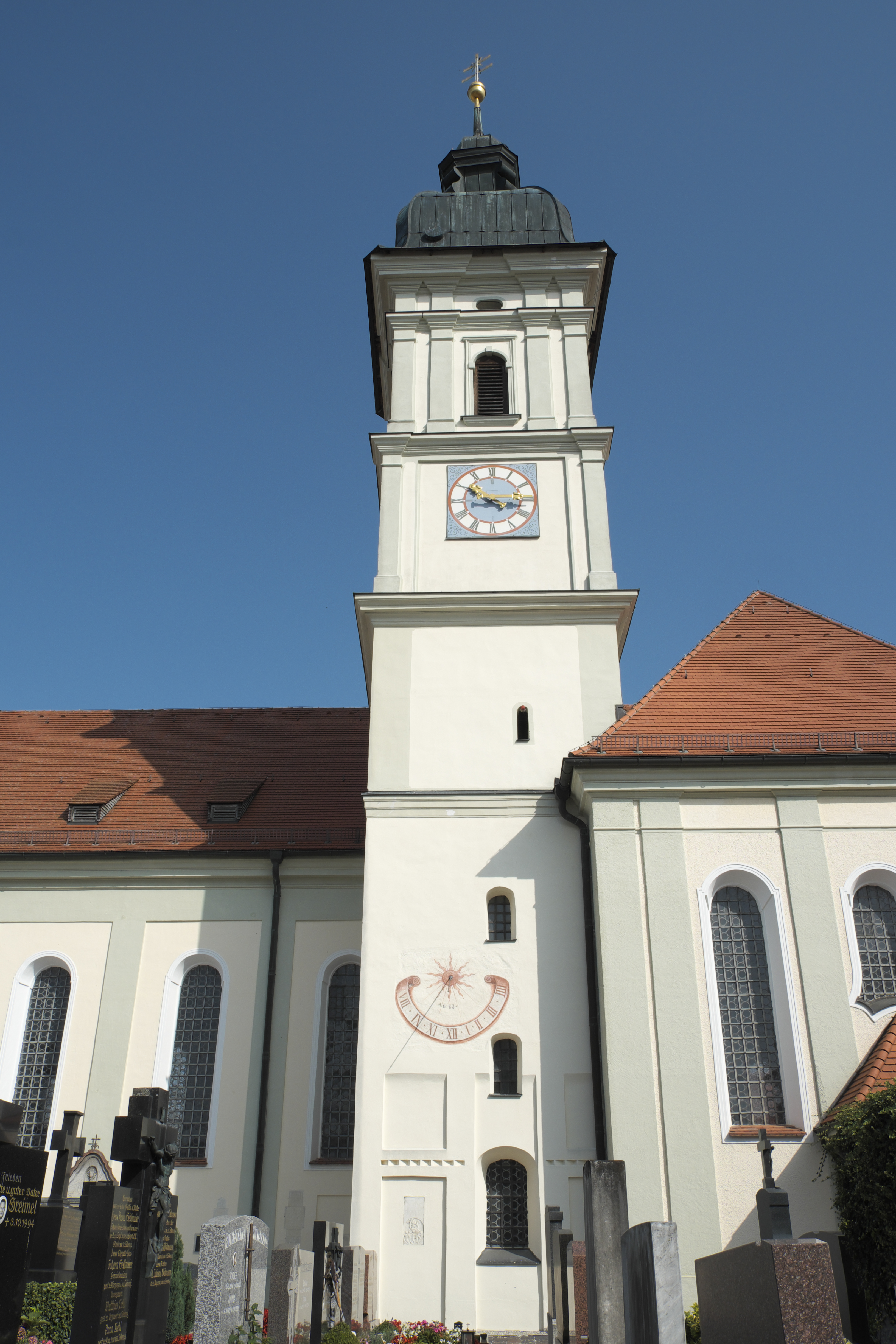
Glockenturm

Die römisch-katholische Pfarrkirche St. Michael in Reichenkirchen, einem Ortsteil der Gemeinde Fraunberg im oberbayerischen Landkreis Erding, ist im Kern ein spätgotischer Bau, der in der zweiten Hälfte des 17. Jahrhunderts barockisiert und in der Mitte des 18. Jahrhunderts erweitert wurde. Die Kirche verfügt über eine reiche Ausstattung im Stil des Rokoko. Schutzpatron der Kirche ist der Erzengel Michael.

## Geschichte
Bereits im Jahr 1181 unterstand die Pfarrei Reichenkirchen dem Freisinger Domkapitel, das das Patronatsrecht ausübte. In der Konradinischen Matrikel, dem 1315/16 erstellten Güterverzeichnis des Bistums Freising, wird die Pfarrkirche St. Michael erstmals urkundlich erwähnt. Als Filialen werden Grafing, Lohkirchen und das Unterdorf von Grucking genannt.
Die spätgotische Kirche wurde von 1666 bis 1690 im Stil des Barock umgestaltet. In den Jahren 1719/20 errichtete der Erdinger Baumeister Anton Kogler einen neuen Turm und die Sakristei. 1753 erfolgten die Erweiterung des Langhauses durch den ebenfalls in Erding ansässigen Baumeister Johann Baptist Lethner und ihre heutige Ausgestaltung im Stil des Rokoko. In den Jahren 1913/14 wurde der Chor abgebrochen und nach Plänen des Architekten Franx Xaver Huf wurden ein Querhaus und ein neuer Chor errichtet. Bei der Innenrestaurierung im Jahr 1960/61 wurden die im 19. Jahrhundert übermalten Deckenmalereien wieder freigelegt.

## Architektur

### Außenbau

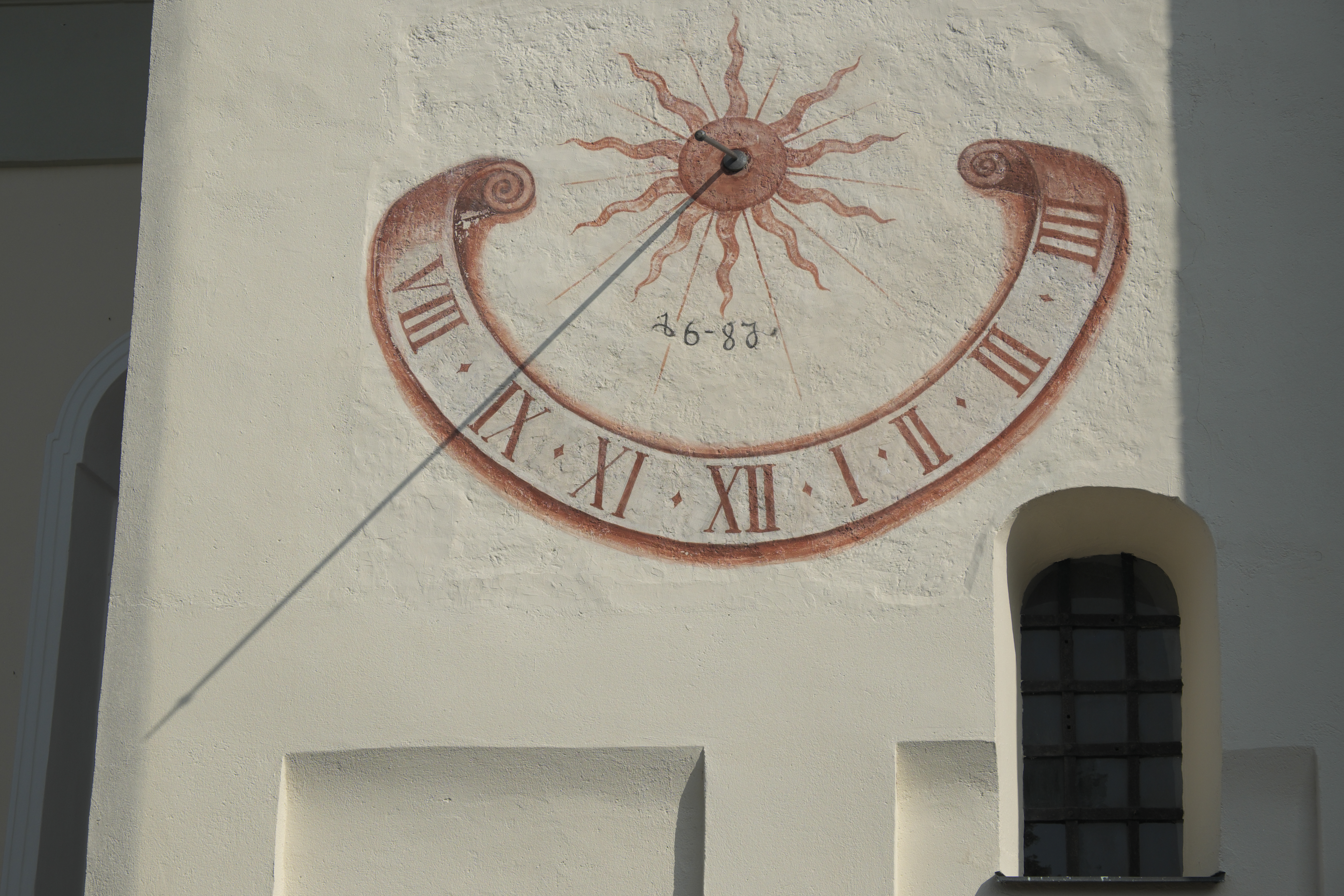
Sonnenuhr

Das Langhaus, dessen Ecken im Westen abgerundet sind, wird durch Lisenen und hohe Rundbogenfenster gegliedert. Im runden Anbau an der Nordseite des Langhauses befindet sich der Aufgang zur Kanzel. An der Südseite erhebt sich im Winkel zwischen Langhaus und Querschiff der quadratische Glockenturm. Er ist mit einer geschweiften Haube und einer Laterne bekrönt und wird von profilierten Gesimsen unterteilt. Das Glockengeschoss ist an den Kanten mit Doppelpilastern besetzt.
Die Sonnenuhr an der Südseite des Turms stammt von 1687. Sie wurde bei der Restaurierung im Jahr 1960/61 wieder freigelegt.

### Innenraum

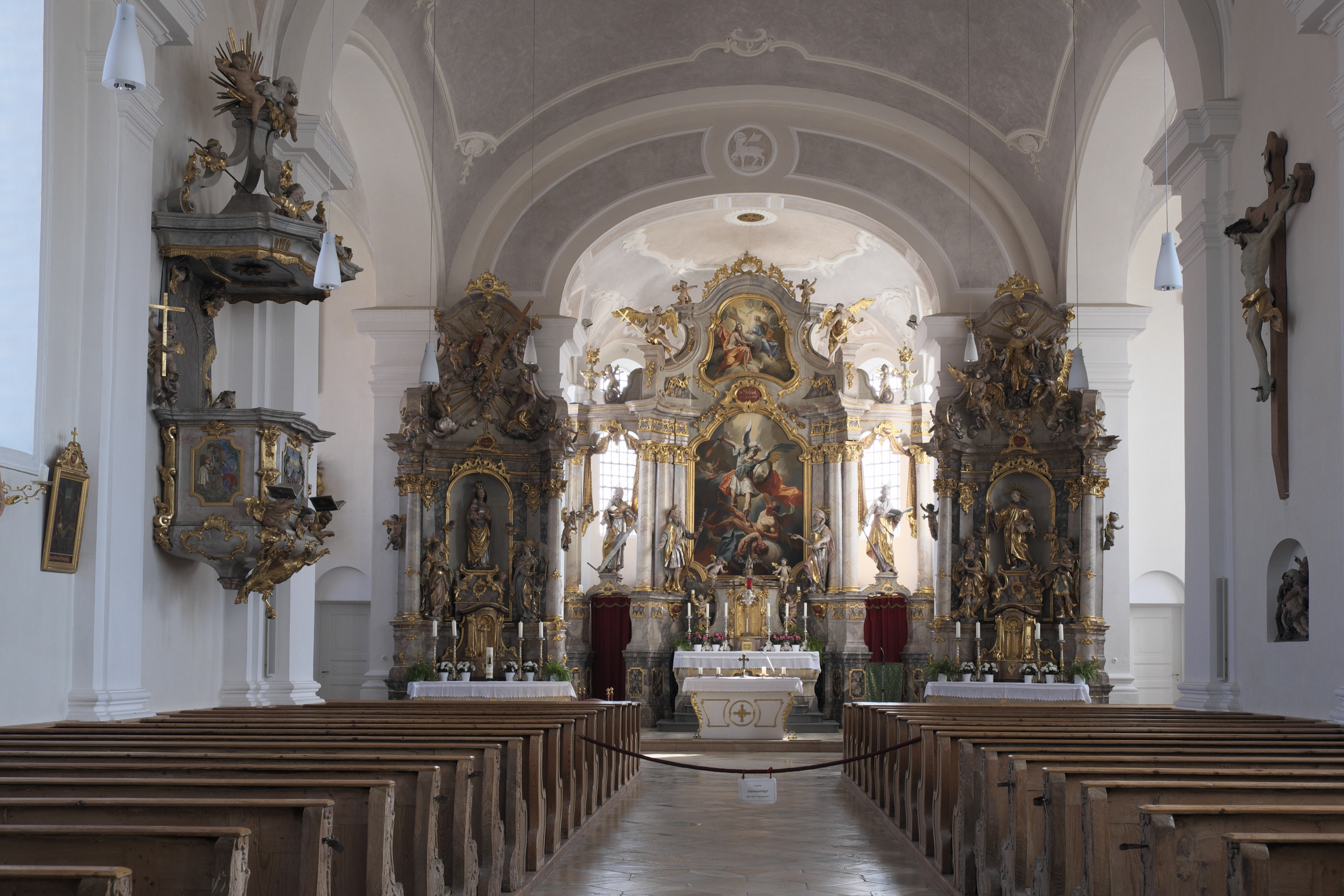
Innenraum

Das Langhaus, ein weiter, in fünf Achsen gegliederter Saalraum, wird von einer Stichkappentonne gedeckt. Die flachen Wandpfeiler werden von kräftigem, mehrfach profiliertem Gebälk bekrönt und durch Pilastervorlagen mit toskanischen Kapitellen verstärkt. An das dreiachsige Querhaus schließt sich im Osten der halbrund geschlossene Chor an. Die Vierung wird von einer flachen Hängekuppel überspannt. Die Langhausdecke ist mit elegantem Stuckdekor im Stil des Rokoko überzogen, die Deckenbilder werden von feinen Stuckrahmen eingefasst. Der gleiche Dekor wird auch im Querhaus und im Chor nachgeahmt. Den westlichen Abschluss des Langhauses bildet eine Doppelempore, deren obere, geschwungene Brüstung mit Rocaillemotiven aus den 1760er Jahren stammt. In ihrer Mitte ist ein Marienmonogramm zu erkennen.

## Deckenmalereien
Die Deckenmalereien im Langhaus wurden 1755/56 von Franz Joseph Aiglsdorfer ausgeführt. Das zentrale Bild stellt den Sieg Kaiser Konstantins des Großen über seinen Rivalen Maxentius in der Schlacht an der Milvischen Brücke im Jahr 312 dar. Über der Kampfszene ist die Inschrift „IN HOC SIGNO VINCES“ (unter diesem Zeichen wirst du siegen) zu lesen. Auf dem östlichen Bild sieht man die Verkündigung, im Westen, über der Orgel, die heilige Elisabeth, die dem Reichenkirchener Pfarrer Michael Sullinger († 1644) in schwerer Krankheit erscheint. Aus Dankbarkeit für seine Genesung begründete der Pfarrer 1640 die Elisabethbruderschaft.

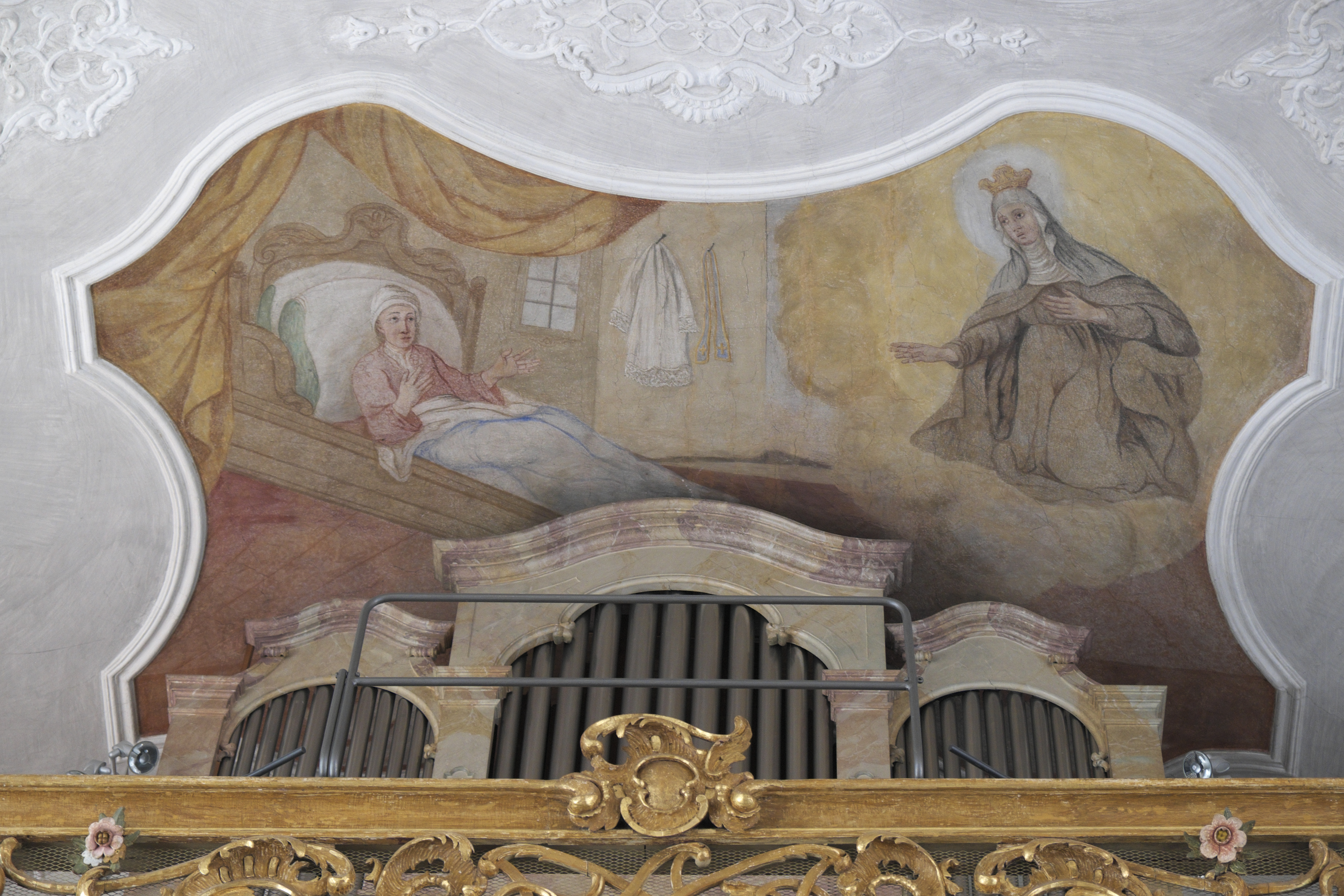
Heilige Elisabeth erscheint Pfarrer Sullinger
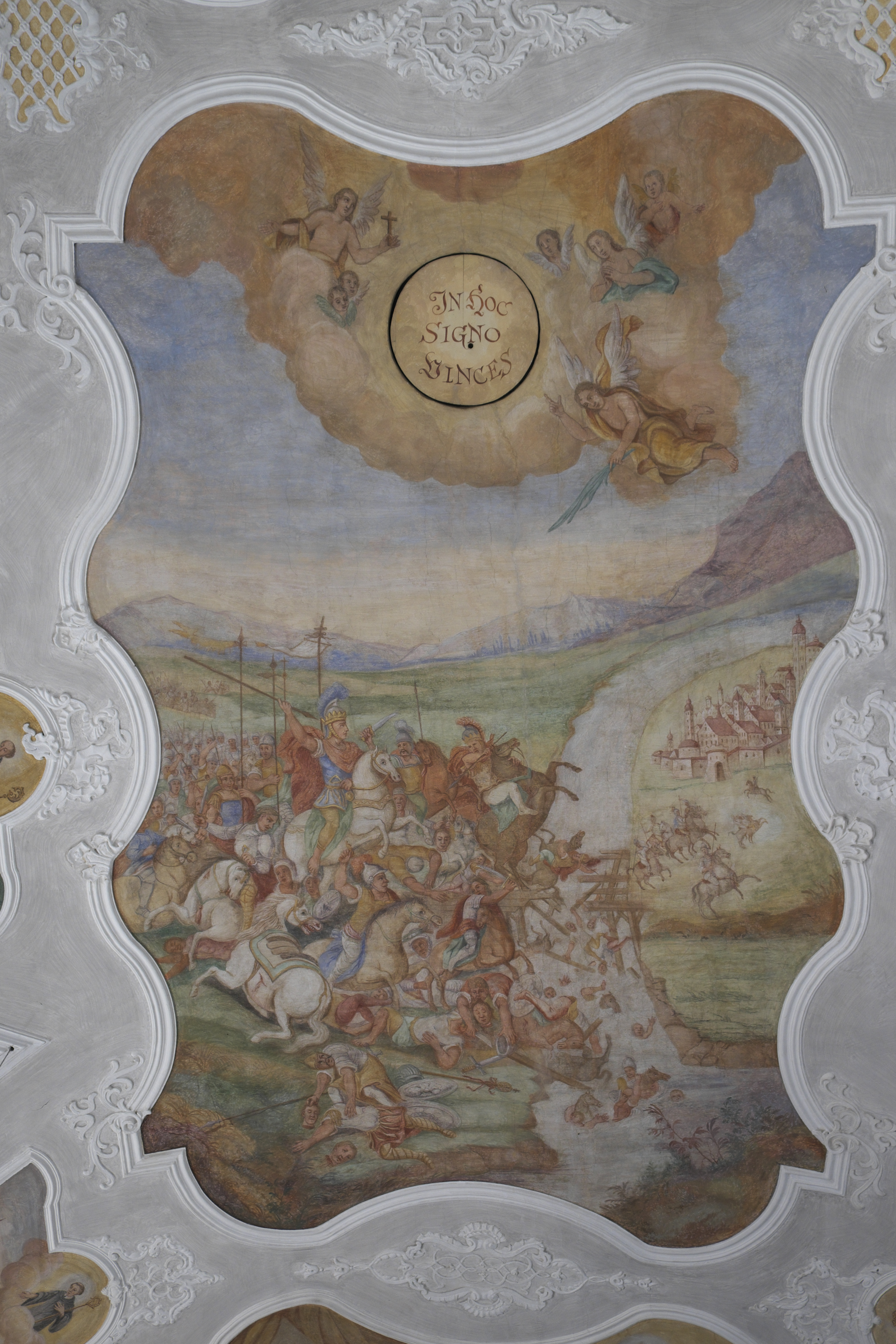
Schlacht an der Milvischen Brücke
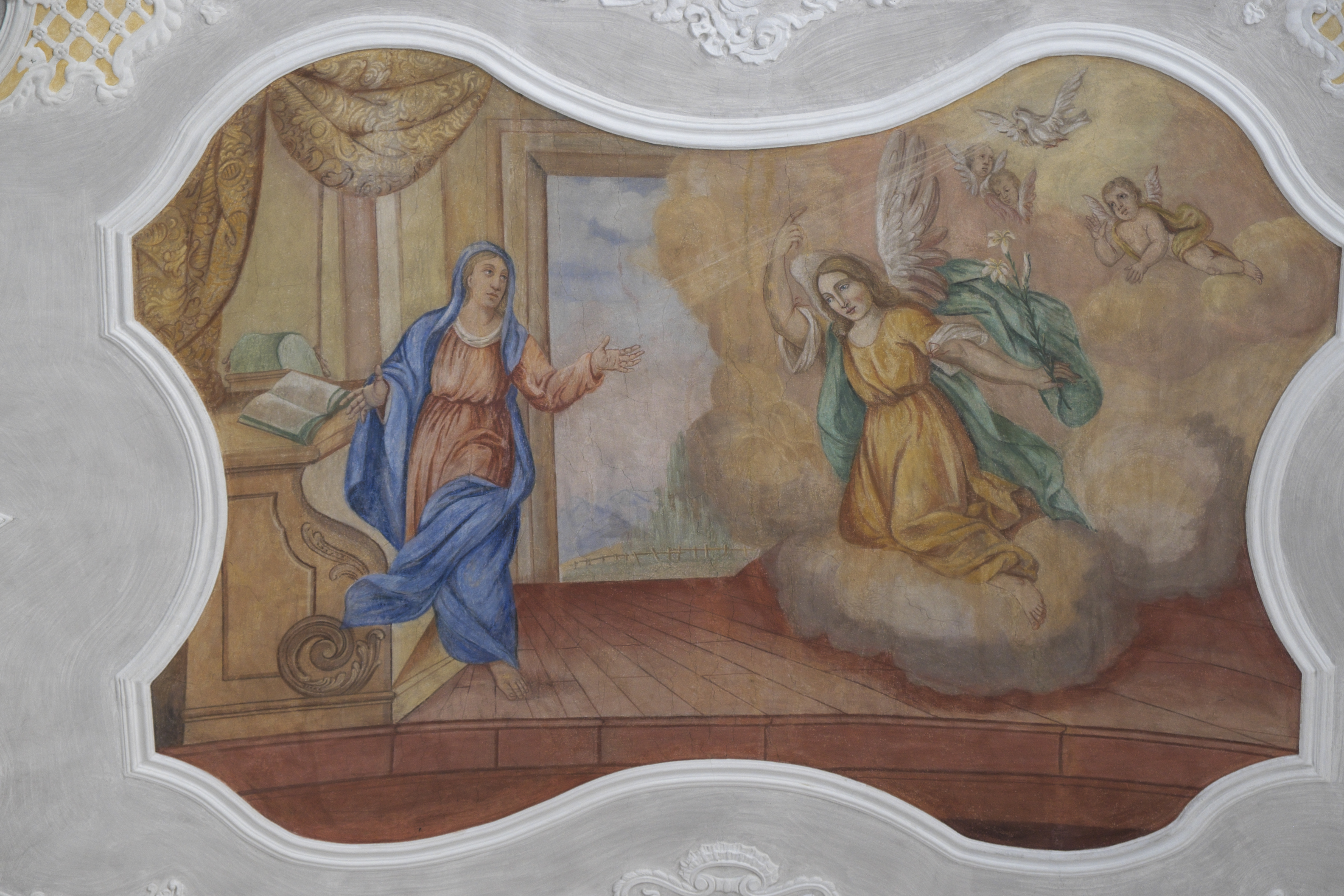
Verkündigung

Die Darstellungen auf den nördlichen Gewölbezwickeln sind der heiligen Elisabeth gewidmet, die der südlichen dem heiligen Leonhard. Die Szenen der vier südlichen Stichkappen beziehen sich auf den heiligen Nikolaus von Tolentino. Die Szenen der vier nördlichen Stichkappen haben das Heilige Kreuz zum Thema; sie erinnern daran, dass ehemals auf dem Hochaltar der Kirche ein Kreuzpartikel zur Verehrung ausgestellt war. Alle Bilder der Gewölbezwickel und der Stichkappen sind mit Schriftbändern und Inschriften in deutscher Sprache versehen.

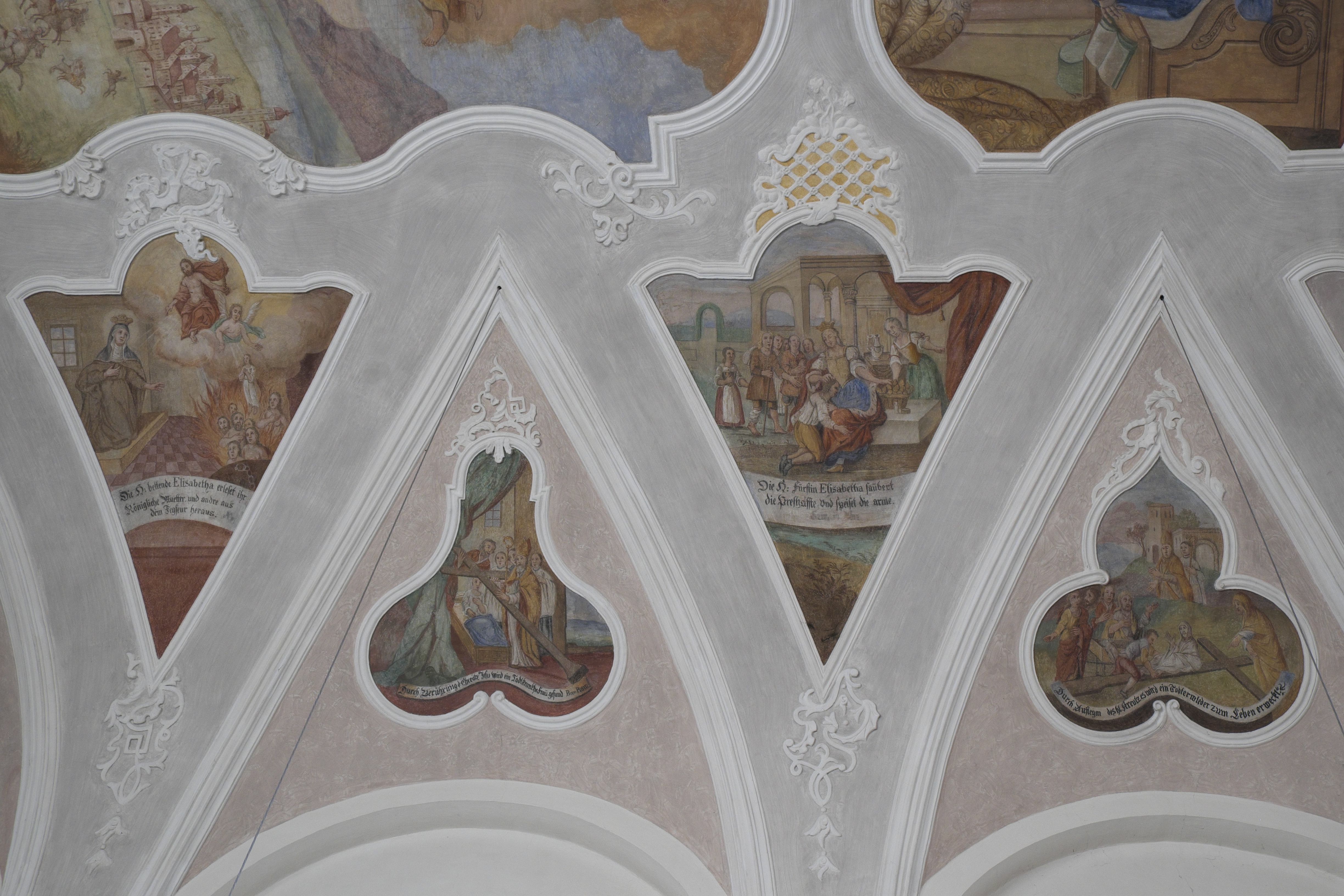
Heilige Elisabeth und Heiliges Kreuz
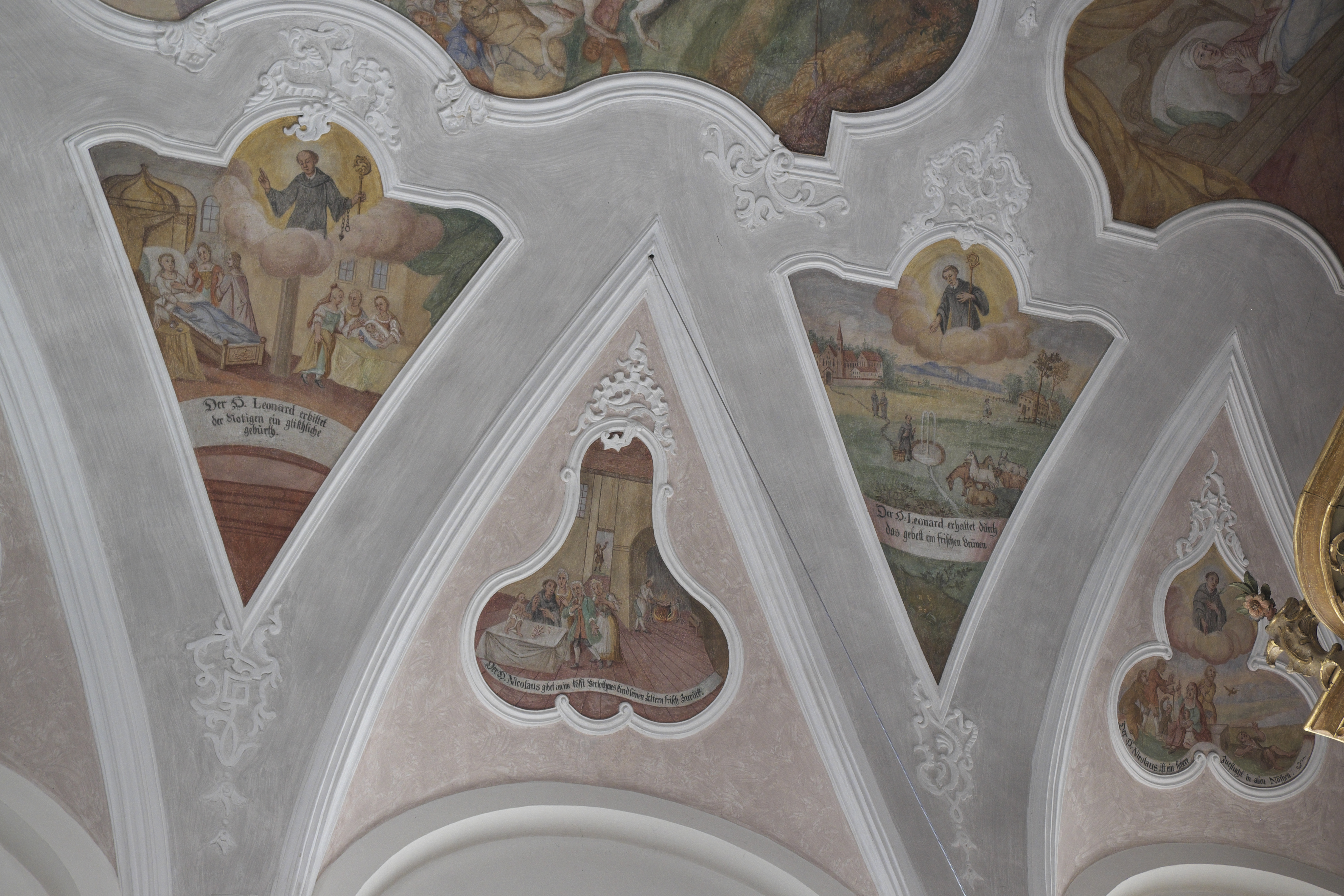
Heiliger Leonhard und Nikolaus von Tolentino
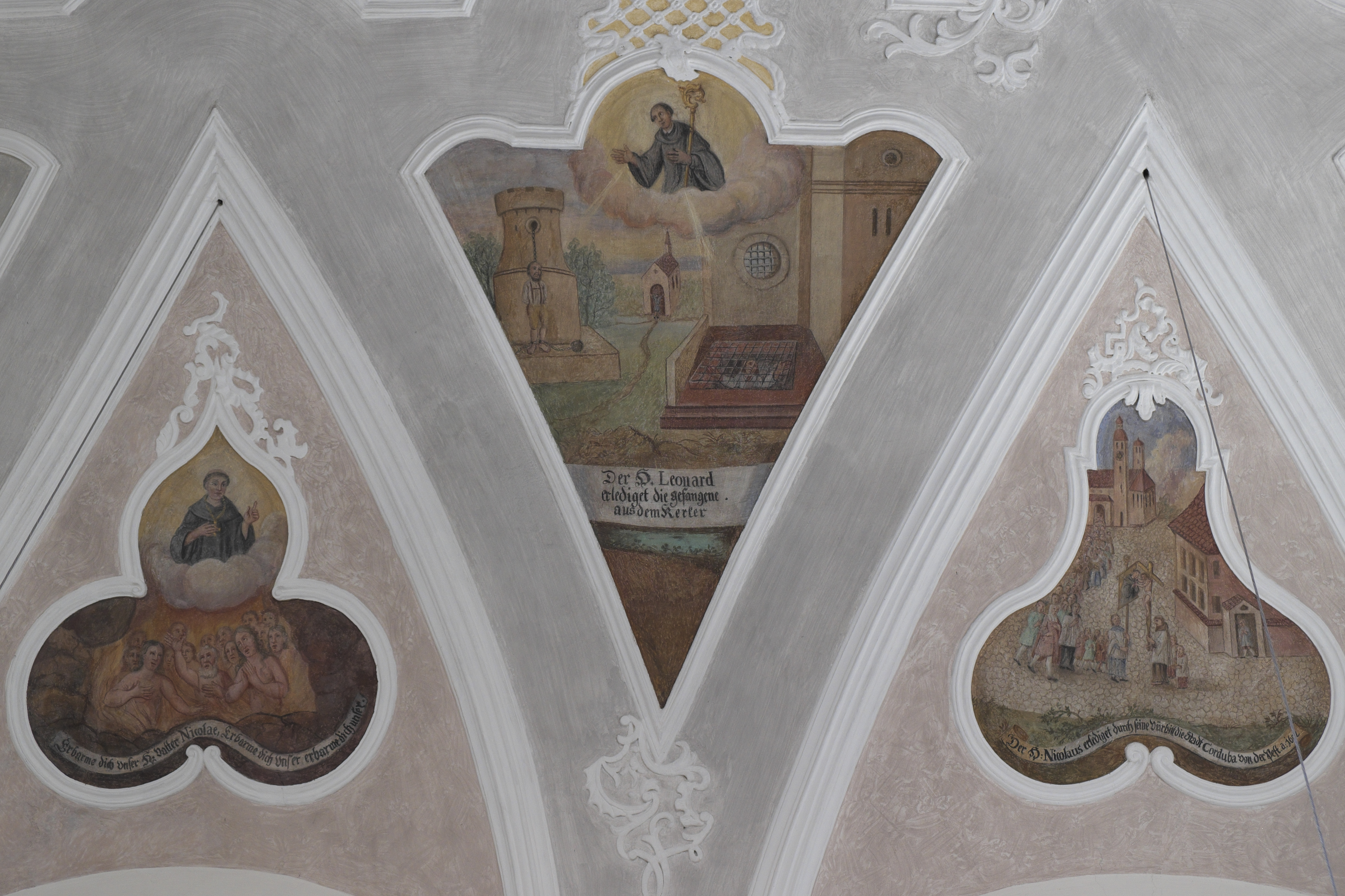
Heiliger Leonhard und Nikolaus von Tolentino

## Ausstattung
- Der sechssäulige Hochaltar wurde 1756/59 von dem Schreiner Andreas Rauscher angefertigt. Die Skulpturen schuf der Bildhauer Christian Jorhan der Ältere. Seitlich des Altars stehen die heilige Anna und der heilige Joachim, die Eltern Marias, und über den Durchgängen die Apostel Simon mit Buch und Säge und Judas Thaddäus mit Knüppel und Buch. Das Altarblatt von 1961 zeigt den Erzengel Michael im Kampf gegen Luzifer.

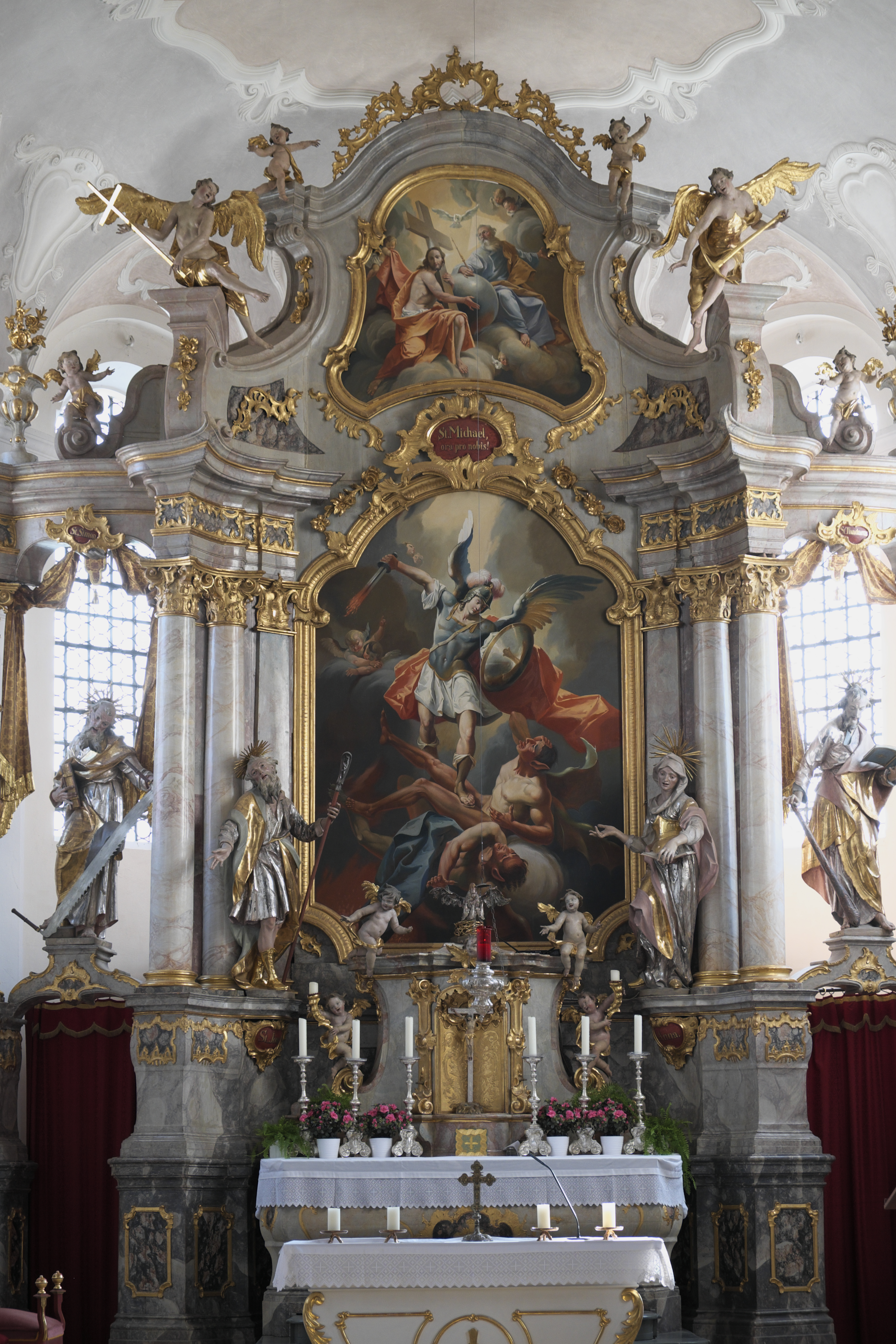
Hochaltar

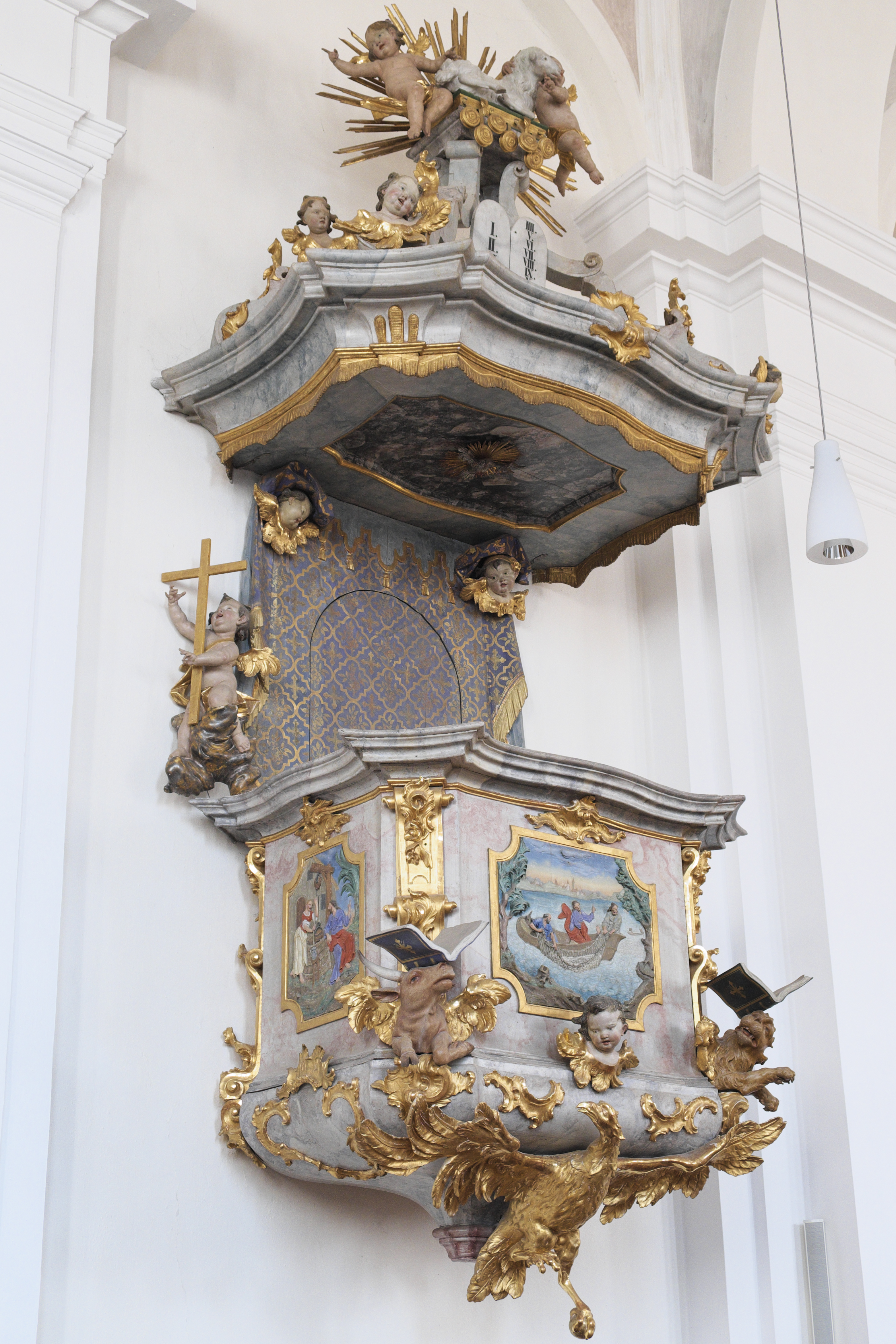
Rokokokanzel

- Die beiden Seitenaltäre von 1758 wurden ebenfalls von Andreas Rauscher und Christian Jorhan dem Älteren geschaffen. Die seitlichen Figuren des nördlichen Altars stellen die heilige Katharina mit Schwert und Rad und die heilige Cäcilia mit Schwert und Portativ dar. Die Madonnenfigur in der Mittelnische stammt aus spätgotischer Zeit und wird um 1490/1500 datiert. Der südliche Seitenaltar ist dem Viehpatron, dem heiligen Leonhard, geweiht, der mit Buch und Kette in Händen in der Mittelnische steht. Seitlich stehen die römischen Märtyrer und Wetterheiligen Johannes und Paulus.
- Die Kanzel von 1759 ist mit einem eigenen Aufgang von außen zugänglich. Am Kanzelkorb sind die Evangelistensymbole mit aufgeschlagenen Bibeln dargestellt, die farbig gefassten Reliefs zeigen Jesus als Sämann, den wunderbaren Fischfang und Jesus und die Samariterin. Der Schalldeckel ist mit dem Lamm Gottes bekrönt.
- Gegenüber der Kanzel, in einer Nische in der südlichen Langhauswand, ist ein Holzrelief der Beweinung Christi aus der Zeit um 1510/20 untergebracht. Es wird dem Umkreis des Landshuter Bildschnitzers Hans Leinberger zugeschrieben und stammt noch aus der spätgotischen Kirchenausstattung.
- Im Querhaus sind an den Wänden Rokokobüsten von Christian Jorhan aus der Zeit um 1760 aufgestellt.
- Auch der Beichtstuhl von 1765 im nördlichen Querhaus ist eine Arbeit von Christian Jorhan.
- Die Figur des Ecce homo im nördlichen Querhaus wird um 1700 datiert.
- Das Chorgestühl im Stil des Frührokoko wurde um 1735 geschnitzt.

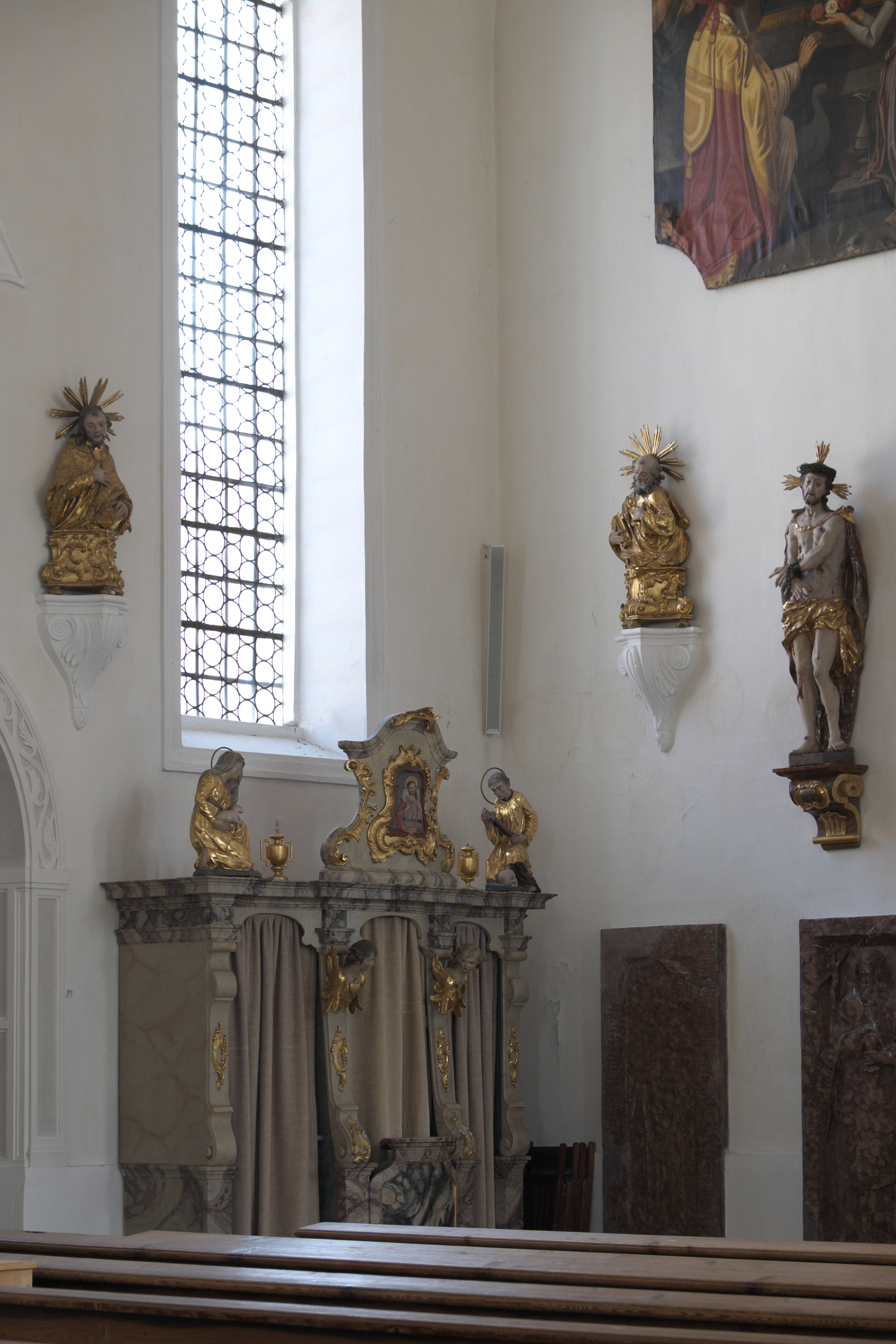
Beichtstuhl, Rokokobüsten, Ecce homo
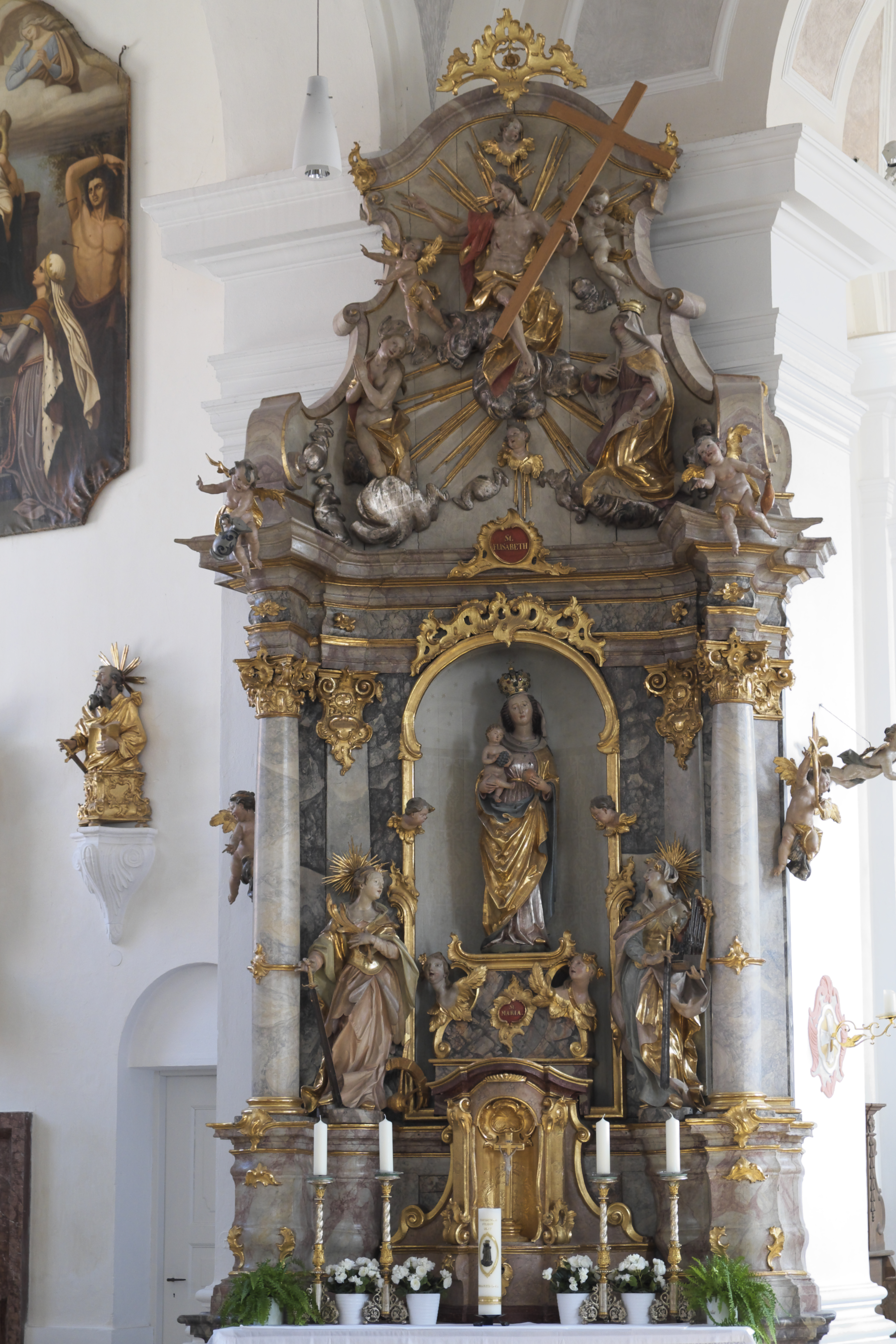
Nördlicher Seitenaltar
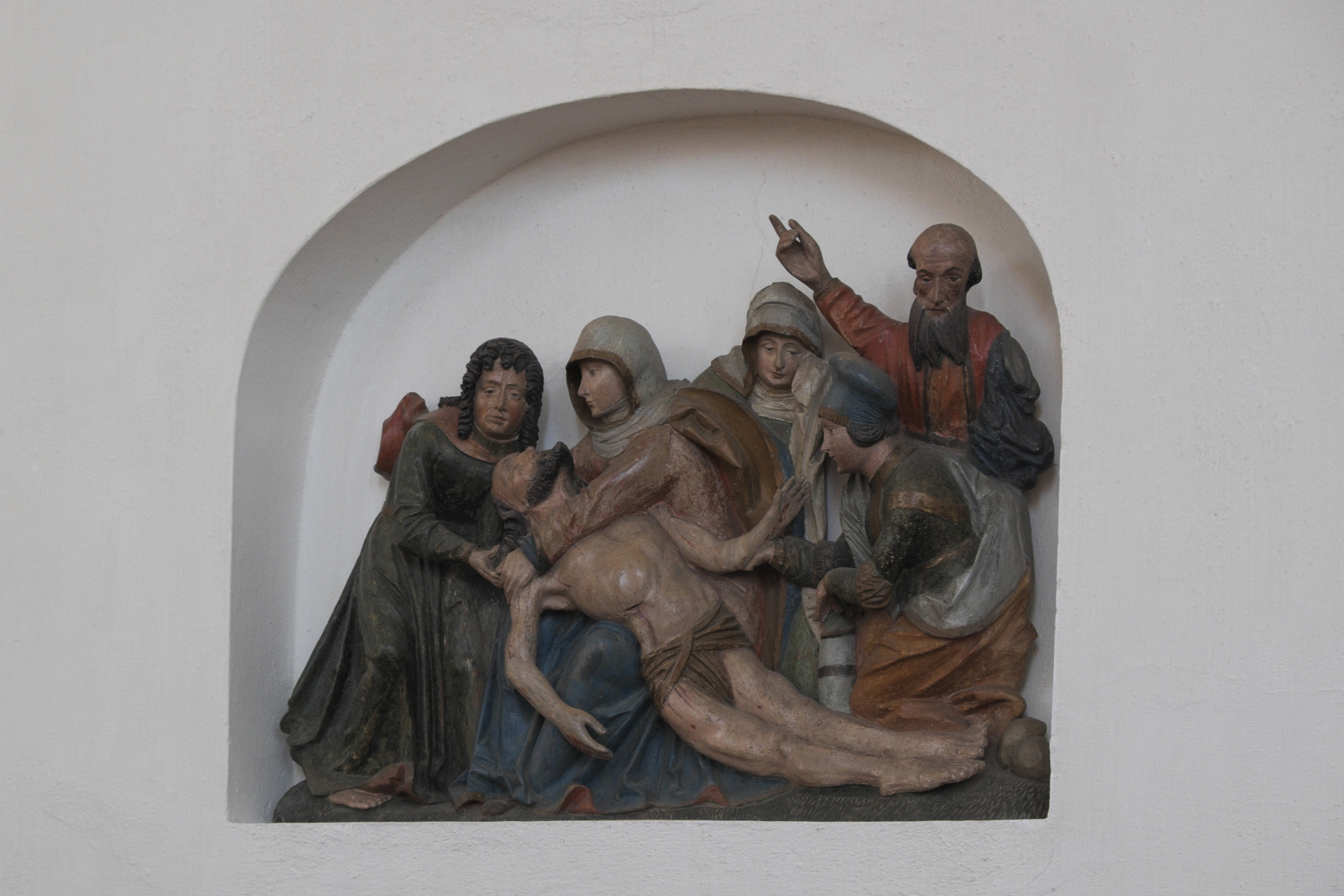
Beweinung Christi

## Orgel

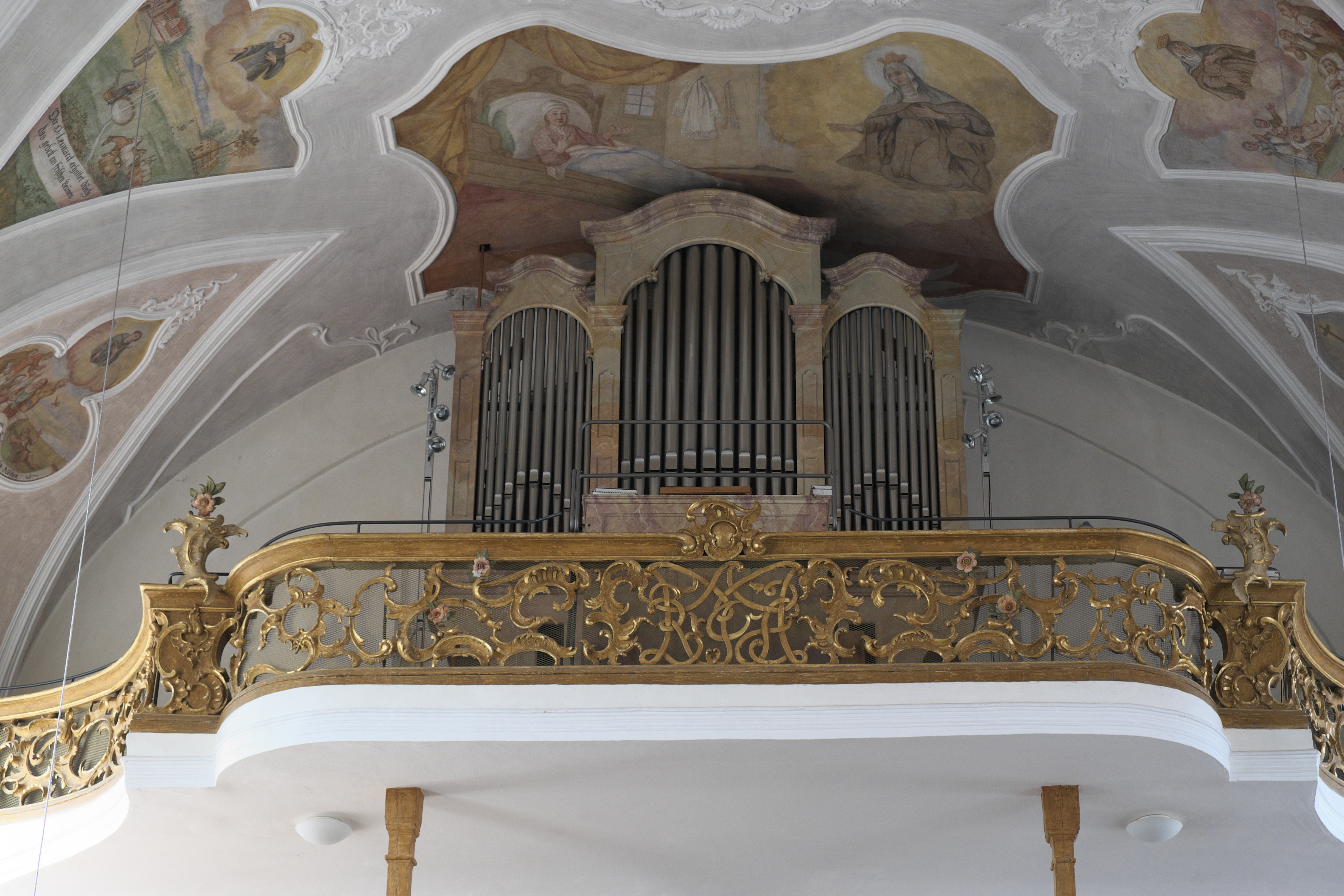
Emporenbrüstung und Orgel

Die Orgel wurde 1899 von Franz Borgias Maerz gebaut. Sie hat 12 Register auf zwei Manualen und Pedal. Die Disposition lautet:
| I Manual C–f3 |       |
| Bordun        | 16′   |
| Principal     | 8′    |
| Gedackt       | 8′    |
| Gamba         | 8′    |
| Octav         | 4′    |
| Traversflöte  | 4′    |
| Mixtur        | 2 ⁄3′ |

| II Manual C–f3 |    |
| Tibia          | 8′ |
| Salicional     | 8′ |
| Fugara         | 4′ |

| Pedal C–d1 |     |
| Subbaß     | 16′ |
| Violonbaß  | 8′  |

- Koppeln: II/I, II/P, I/P, Superoktavkoppel I
- Spielhilfen: Piano, Mezzoforte, Tutti
- Bemerkungen: Kegellade, pneumatische Spiel- und Registertraktur, freistehender Spieltisch

## Epitaphien
In den Wänden des nördlichen und südlichen Querhauses sind Epitaphien aus dem 17. und 18. Jahrhundert eingelassen. Ein Rotmarmorgrabstein erinnert an den Pfarrer Michael Sullinger.